# Orazio Torsellini
Horatio Torsellini (lat. Horatius Tursellinus; * 1545 in Rom; † 1599 in Florenz) war ein italienischer Gelehrter und Schriftsteller des Humanismus.

## Leben
Als Sohn eines einfachen Fischhändlers wuchs Torsellini im römischen Stadtteil Campo Marzio auf. Er wurde streng gläubig
erzogen, was seine Werke prägte, war ein hervorragender Lehrer im Jesuitenorden. Er verfasste Bücher über für die damalige Zeit übliche religiöse Themen. Innovativ war seine didaktisch inspirierte Geschichtsschreibung. Er wollte Zusammenfassungen  (Epitome) der wichtigsten Ereignisse von Adam bis 1598 in zehn Büchern geben. Das letzte erwähnte Ereignis vor dem Abbruch wegen seines Todes ist der Friede von Vervins zwischen Spanien und Frankreich. 1599 starb er in Florenz an Tuberkulose. 
Seine Werke wurden im Laufe der Zeit immer wieder neu verlegt und weitergeführt. Sie erschienen in Latein, Italienisch und Französisch.

## Werke
- De Particulis Latinae orationis Libellus, 1573 (Über die Redekunst)
- Horatii Tursellini, Romani, historiarum ab origine mundi, usque ad annum ... 1598. epitomae libri decem (mehrfach neu aufgelegt und weitergeführt) online-Fassung, (Digitalisat 1725)
- Lauretanae historiae libri quinque, 1598 (Über die Loreto-Kapelle)